# Valeria Sudano
Valeria Carmela Maria Sudano (Catania, 26 settembre 1975) è una politica italiana, dal 13 ottobre 2022 deputata alla Camera per la Lega per Salvini premier.

## Biografia
Nata il 26 settembre 1975 a Catania, figlia di Vincenzo Sudano, sindacalista della CISL, consigliere comunale del capoluogo etneo per la Democrazia Cristiana dal 1985 al 1992 e assessore provinciale all'Edilizia scolastica nel 1999-2000, nella giunta di centrodestra guidata da Nello Musumeci. Il padre è inoltre fratello minore di Domenico Sudano, che è stato parlamentare nazionale nella XIV e XVI legislatura prima per il Centro Cristiano Democratico, poi per l'Unione di Centro.
Laureata in Giurisprudenza all'Università degli Studi di Catania, dal 2007 esercita la professione di avvocato civilista, specializzato in diritto societario, bancario, commerciale e fallimentare.
È compagna di Luca Sammartino ex vicepresidente della Regione Siciliana, anch'egli aderente alla Lega.

### Attività politica
Inizia ad interessarsi alla politica nel 1990, quando si iscrive alla Democrazia Cristiana (DC), che, in seguito allo scioglimento della DC nel 1994, aderisce al Centro Cristiano Democratico di Pier Ferdinando Casini, partito nel quale milita fino alla sua confluenza nell'Unione di Centro, a cui aderisce. In occasione delle elezioni comunali del 2008 si candida a consigliere comunale di Catania nelle file del partito centrista a sostegno del candidato sindaco del centro-destra Raffaele Stancanelli e viene eletta con 946 preferenze.
Nel 2010 prende parte alla scissione della corrente di centro-destra dell'UDC campeggiata da Francesco Saverio Romano, da cui nascono i Popolari per l'Italia di Domani (PID), di cui diventa capogruppo nel consiglio comunale del capoluogo etneo.
Due anni più tardi, questa formazione politica confluisce in Cantiere Popolare, per la quale si candida alle elezioni regionali in Sicilia dell'ottobre 2012 nella circoscrizione di Catania, ed è eletta all'Assemblea regionale siciliana con 6 322 preferenze.
A maggio 2013 abbandona Cantiere Popolare e aderisce ad Articolo 4, movimento politico fondato da Nicola Leanza, che entra a far parte della maggioranza a sostegno della giunta di Rosario Crocetta. Nel febbraio 2015 Articolo 4 confluisce nel Partito Democratico (PD), a cui la Sudano aderisce, entrando a far parte della corrente legata a Matteo Renzi.
Alle elezioni regionali in Sicilia del 2017 è inserita in quota PD nel listino del candidato presidente di centro-sinistra Fabrizio Micari, che però giunge solo terzo, e non è eletta all'ARS.

#### Elezione a senatrice
Alle elezioni politiche del 2018 viene candidata al Senato della Repubblica dal Partito Democratico sia nel collegio uninominale Sicilia - 08 (Catania), sostenuta dalla coalizione di centro-sinistra in quota PD, che nel collegio plurinominale Sicilia - 02 come capolista; nell'uninominale ottiene il 12,79% dei voti e viene sconfitta dalla candidata del Movimento 5 Stelle Nunzia Catalfo (49,54%) e superata da quello del centro-destra Raffaele Stancanelli (31,82%), mentre nel plurinominale viene eletta senatrice. Nella XVIII legislatura della Repubblica è stata componente delle commissioni parlamentari Affari Costituzionali, Lavori pubblici, comunicazioni, Industria, commercio, turismo, Territorio, ambiente, beni ambientali e antimafia.
In vista delle primarie del PD del 2019 Sudano sostiene la mozione del segretario uscente Maurizio Martina, ex ministro delle politiche agricole nei governi Renzi e Gentiloni e rappresentante l'area "filo-renziana" del partito, che risulterà perdente arrivando secondo con il 22% dei voti dietro a Nicola Zingaretti (66%).
A seguito della scissione nel PD da parte del gruppo dei parlamentari renziani, Sudano, in un'intervista a La Sicilia del 18 settembre 2019, annuncia la sua uscita e l'adesione a Italia Viva, partito fondato da Matteo Renzi di stampo liberale e centrista. Tuttavia il 5 agosto 2021 viene ufficializzato il suo passaggio al gruppo parlamentare della Lega di Matteo Salvini.

#### Elezione a deputata
Alle elezioni politiche anticipate del 2022 viene candidata alla Camera dei deputati per la Lega sia nel collegio uninominale Sicilia 2 - 02 (Catania), sostenuta dalla coalizione di centro-destra in quota leghista, oltreché nei collegi plurinominali Sicilia 1 - 01 e Sicilia 2 - 02 in seconda posizione e Sicilia 2 - 01 e Sicilia 2 - 03 come capolista, venendo eletta all'uninominale con il 36,11% dei voti e sopravanzando i candidati del Movimento 5 Stelle Luciano Cantone (31,70%) e del centro-sinistra Emiliano Abramo (15,41%). Nella XIX legislatura è componente delle commissioni parlamentari Giustizia, antimafia e per il contrasto degli svantaggi derivati dall'insularità.